# Delfos
Delfos (en griego: Δελφοί, pronunciación antigua Delfói, moderna Delfí) es un yacimiento arqueológico —declarado Patrimonio Mundial de la Unesco en 1987— y una moderna ciudad de Grecia. En épocas antiguas era el lugar del oráculo de Delfos, dentro de un templo dedicado al dios Apolo.

## Nombres
En cuanto a la etimología, Delphoi está relacionado con δελφύς delphús, ‘útero’, lo que concuerda con el hecho de que la piedra ónfalo se considerara el «ombligo» del universo y que el lugar fuera el útero de Gea. La conexión con el delfín es un resultado accidental de que los delfines recibieran su nombre por su apariencia uterina.
Las variantes de las inscripciones, Dalphoi, Dolphoi, Derphoi, podrían parecer dialectos, especialmente Dalphoi, generalmente tomados como focidios, ya que estos hablaban dórico. Frisk los etiqueta como desarrollos secundarios, incluido el aparente original dórico en Dalphoi. Bien podría ser focidio, pero no era originalmente dórico. La verdadera forma dialectal, Belphoi eólico, con Delphoi, debe ser reflejo de un *Gwelphoi de la Edad del Bronce, que no tiene una "a" original.
Según la Suda, Delfos tomó su nombre de la Delfina, la serpiente (drakaina) que vivía allí y fue asesinada por el dios. Apolo (en otros relatos la serpiente era la serpiente macho («drakon») Pitón).
Pito (Πυθώ) se relaciona con Pitia, la sacerdotisa que servía de oráculo, y con Pitón, una serpiente o dragón que vivía en el lugar. Pitón deriva del verbo πύθω pýthō, ‘pudrirse’.

## Localización

Mapa de la zona de Grecia central donde se ubican algunas de las principales ciudades de la antigua Fócida y en el que se aprecia la ubicación de Delfos.

Fue una ciudad de Fócida, a un lado del monte Parnaso y al otro lado de Cirfis. Delfos se ubica en una meseta en la ladera meridional del monte Parnaso, adyacente al santuario de Apolo, el lugar del oráculo. Esta proyección semicircular se llama Fedríades Phaedriades, es decir, ‘las resplandecientes’. Son unas peñas altísimas que se llaman, respectivamente, la Flemboukos (la Flameante) y la Rhodini (la Roja) por los vivos reflejos que arranca de ella el sol.
En la actualidad Delfos es un municipio de Grecia, así como una ciudad moderna adyacente al recinto antiguo. La ciudad moderna se creó tras eliminar los edificios del recinto sagrado para poder excavar en él. Las dos Delfos, la antigua y la nueva, están situadas en la carretera nacional griega 48 entre Ámfisa, al oeste, y Lebadea, capital de Voiotia, al este. La carretera sigue la vertiente norte por un paso entre el monte Parnaso, al norte, y las montañas de Desfina al sur. El paso es del río Pleistos, que corre de este a oeste, formando una frontera natural a través del norte de la península de Desfina, y proporcionando una ruta fácil a través de ella.
En el lado oeste, el valle se une al valle norte-sur entre Ámfisa e Itea.

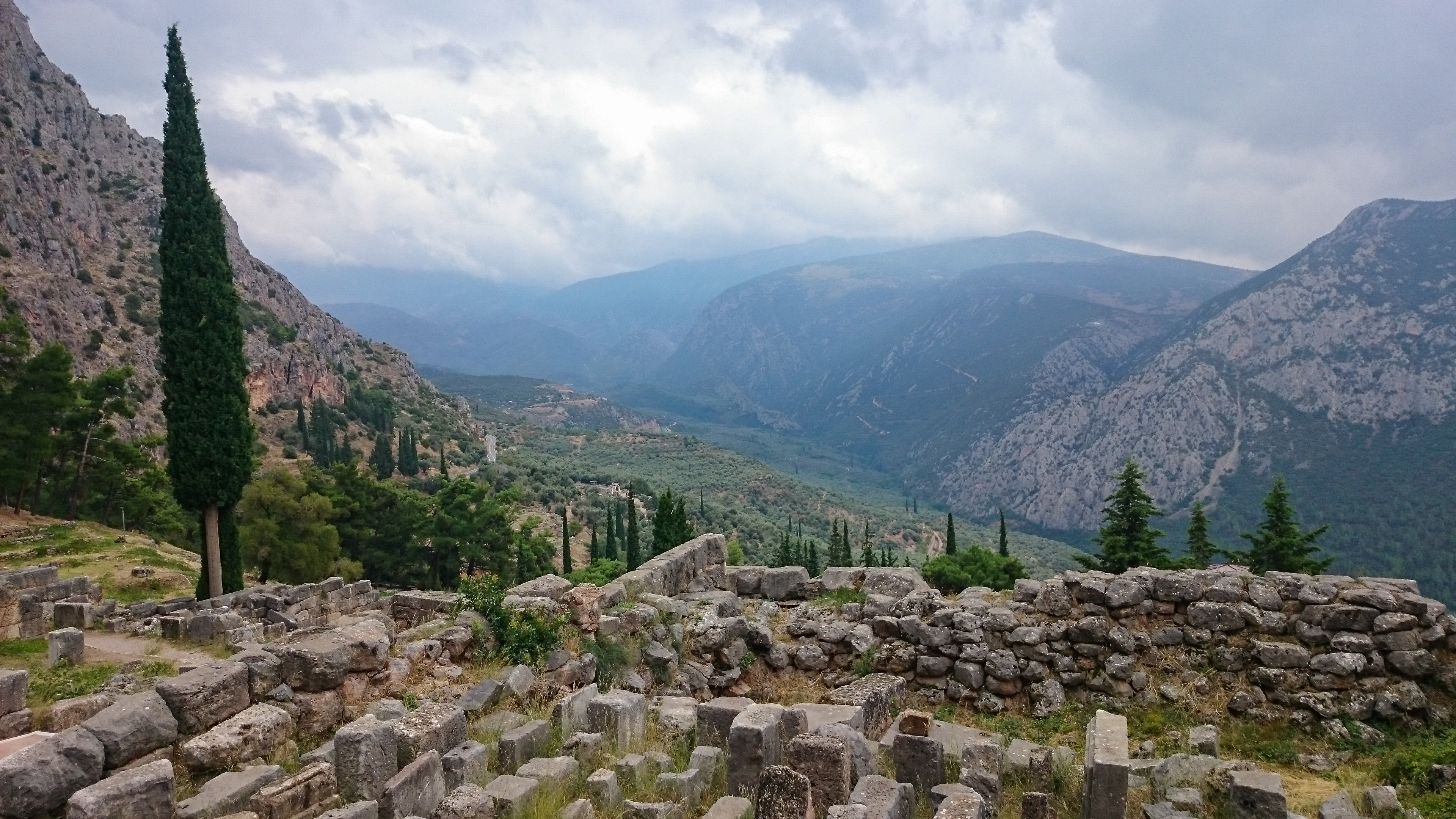
Vista del valle desde Delfos.

Frente al santuario se abre el estrecho valle del río Pleistos. La ciudad de Delfos estaba en medio de las dos estribaciones montañosas y los antiguos comparaban su posición con un teatro. Hoy está cercana la ciudad de Kastri. A unos 15 km al sudoeste de Delfos está el puerto de Cirra, en el golfo de Corinto.
La ondulada llanura de Crisa, cubierta de verdes olivos, que se extiende entre Delfos y el no lejano golfo de Corinto, contrasta con el paisaje severo y agreste del santuario. Aquí se encuentra la carretera que lleva de la Grecia oriental al mar Jónico, y la que desde el norte conduce a Itea y el Peloponeso. En el lado norte de la confluencia del valle, un espolón del Parnaso que se alza sobre el valle estrechado por él es el emplazamiento de la antigua Krisa, que una vez fue el poder gobernante de todo el sistema del valle. Tanto Ámfisa como Crisa se mencionan en el Catálogo de las naves de la Ilíada. Fue una fortaleza de la Grecia micénica. Las fechas arqueológicas del valle se remontan al período heládico temprano. Crisa es del heládico medio.
La ciudad era casi inaccesible, pero tenía tres caminos que llevaban a ella: uno desde Beocia llamado Skiste, al este, y dos más al oeste desde Ámfisa y desde Crisa. Los peregrinos que venían de Crisa lo hacían por el tercer camino.
El único lado de la ciudad no defendido por accidentes naturales era el sur, donde se había construido una muralla. La ciudad era pequeña y no tenía más de 3 km de circuito. El templo estaba bajo la ciudad junto a las rocas Fedríades, en medio de les construcciones sagradas o recinto del templo, recinto circundado por una muralla y atravesado por la Vía Sagrada, flanqueada de los edificios de los tesoros (tesaurus) de los pueblos vinculados al oráculo; la vía sagrada llegaba al templo, hexástilo de orden dórico, y daba entrada a un recinto subterráneo donde, delante del ónfalo, la Pitia después de beber agua de la Fuente Castalia, hacía su profecía en medio de emanaciones gaseosas que salían de una hendidura de la roca.

## Historia del yacimiento
Los vestigios más antiguos de ocupación humana en la región de Delfos (en una cueva de la meseta del monte Parnaso) se remontan al Neolítico. El filósofo peripatético Fanias dijo que antes del reinado del rey Giges de Lidia, Apolo Pitio no tenía ni oro ni plata.
En el emplazamiento del santuario existía una modesta aldea fundada hacia el 1400 a. C llamada Pythô (en griego antiguo: Πυθώ, οῦς (ἡ). Fue abandonado entre 1100 y 800 a. C. aproximadamente. El santuario se desarrolló probablemente a partir de esta fecha, con la aparición de un primer altar y un primer templo, que Delfos y la tradición antigua sitúan en una pendiente; la fisura natural y las exhalaciones de vapor de este lugar «son materia de leyenda»  y su mención data de una época tardía. Es seguro que nada semejante ocurrió en los siglos V y IV a. C., los siglos del apogeo délfico, y los estudios geomorfológicos modernos han demostrado que es imposible la presencia de vapores en los témenos del templo.

## Arqueología del recinto
El yacimiento fue excavado brevemente por primera vez en 1880 por Bernard Haussoullier (1852-1926) en nombre de la Escuela Francesa de Atenas, de la que fue miembro en alguna ocasión. El lugar estaba ocupado entonces por el pueblo de Kastri, unas 100 casas, 200 habitantes. Kastri ("fortaleza") había estado allí desde la destrucción del lugar por Teodosio I en 390. Probablemente dejó un fuerte para asegurarse de que no fuera repoblado, sin embargo, el fuerte se convirtió en el nuevo pueblo. Extraían la piedra para reutilizarla en sus propios edificios. Los viajeros británicos y franceses que visitaron el lugar sospecharon que se trataba de la antigua Delfos. Antes de poder realizar una excavación sistemática del yacimiento, hubo que trasladar el poblado, pero los habitantes se resistieron.
 En 1893, la Escuela Francesa de Atenas removió grandes cantidades de tierra procedente de numerosos derrumbes para dejar al descubierto los principales edificios y estructuras del santuario de Apolo y del el templo de Atenea Prónaya, junto con miles de objetos, inscripciones y esculturas.
La ocasión de reubicar la aldea se produjo cuando sufrió daños considerables a causa de un terremoto, y los aldeanos ofrecieron una aldea completamente nueva a cambio del antiguo emplazamiento.
Durante la Gran Excavación se descubrieron partes arquitectónicas de una basílica cristiana del siglo V que datan de cuando Delfos era un obispado. Otros edificios importantes de época tardorromana son las termas orientales, la casa con el peristilo, el Ágora romana, la gran cisterna, etc. En las afueras de la ciudad se encontraban los cementerios tardorromanos.
Al sureste del recinto de Apolo se encontraba la llamada Mansión sureste, un edificio con una fachada de 65 metros de largo, repartida en cuatro niveles, con cuatro triclinios y baños privados. Grandes tinajas guardaban las provisiones, mientras que en las habitaciones se descubrieron otros recipientes de cerámica y objetos de lujo. Entre los hallazgos destaca un pequeño leopardo de nácar, posiblemente de origen sasánida, expuesto en la galería de la planta baja del Museo Arqueológico de Delfos. La mansión data de principios del siglo V y funcionó como casa privada hasta el año 580 a. C., aunque más tarde se transformó en taller de alfarería. Solo entonces, a principios del siglo VI d. C., la ciudad parece declinar: su tamaño se reduce y sus contactos comerciales parecen disminuir drásticamente. La producción local de cerámica se realiza en grandes cantidades:
La Vía sagrada siguió siendo la calle principal del asentamiento, transformada, sin embargo, en una calle de uso comercial e industrial. Alrededor del ágora se construyeron talleres, así como la única basílica paleocristiana intramuros. La zona doméstica se extendía principalmente por la parte occidental del asentamiento. Las casas eran bastante espaciosas y dos grandes cisternas les suministraban agua corriente.

## Arquitectura del recinto

Plano del recinto sagrado superior de Delfos. El muro exterior que lo rodea mide 190 m de largo por 135 m de ancho y está atravesado por nueve puertas.

La mayor parte de las ruinas que se conservan, tanto las descritas en las fuentes antiguas como las que se han hallado en las excavaciones datan del período de mayor actividad del yacimiento, en el siglo IV a. C.

### Templo de Apolo
La tradición antigua se refiere a una sucesión de templos míticos en el lugar: primero uno construido con ramas de olivo del Tempe, después uno construido con cera de abeja y alas de abeja, y en tercer lugar uno construido por Hefesto y Atenea. 
La primera estructura arqueológicamente atestiguada se construyó en el siglo VII a. C. y se atribuye en la leyenda a los arquitectos Trofonio y Agamedes. En el 548 a. C. este templo fue destruido por el fuego. 
El consejo anfictiónico decidió reconstruirlo mucho más grande y magnífico. Delfos se comprometió a pagar una cuarta parte del coste y el resto lo habían de pagar otras ciudades y las donaciones de particulares, que fueron ampliamente suficientes. El coste fue de 300 talentos y la ejecución fue encargada a la familia ateniense de los Alcmeónidas, que entonces vivían en el exilio. El arquitecto fue Espíntaro de Corinto junto con Jenodoro y Agatón. En gran parte fue hecho con mármol de Paros. Esta nueva estructura se quemó a su vez en el siglo IV a. C. pero fue reconstruida. Las ruinas del Templo de Apolo que son visibles hoy en día datan, pues, del siglo IV a. C., y son de un edificio períptero dórico.

### Origen legendario
La leyenda de la fundación del templo se sabe por Homero, que cuenta que Apolo quería fundar un oráculo y llegó a Crisa, cerca del monte Parnaso, le agradó el lugar y comenzó a construir el templo que se acabó bajo la dirección de dos hermanos, Trofonio y Agamedes. Apolo mató a las serpientes que infestaban el lugar y a un monstruo (la serpiente Pitón), y abrió el templo que fue llamado de Pitón, y su dios Pitón (Pytho). Apolo se convirtió en delfín para atraer a un barco cretense, del que quería utilizar a la gente como sacerdotes; los cretenses desembarcaron y fundaron Crisa y se les encargó ser sacerdotes del templo y que adorasen al dios bajo el nombre de Apolo Delfinio para rememorar su conversión en delfín, de donde vino el nombre de Delphi. Otra propuesta acerca del origen del topónimo de Delfos es la que propone que viene de Delfine (Δελφινης), que era el nombre del dragón mitológico que custodiaba el oráculo antes de la llegada de Apolo.

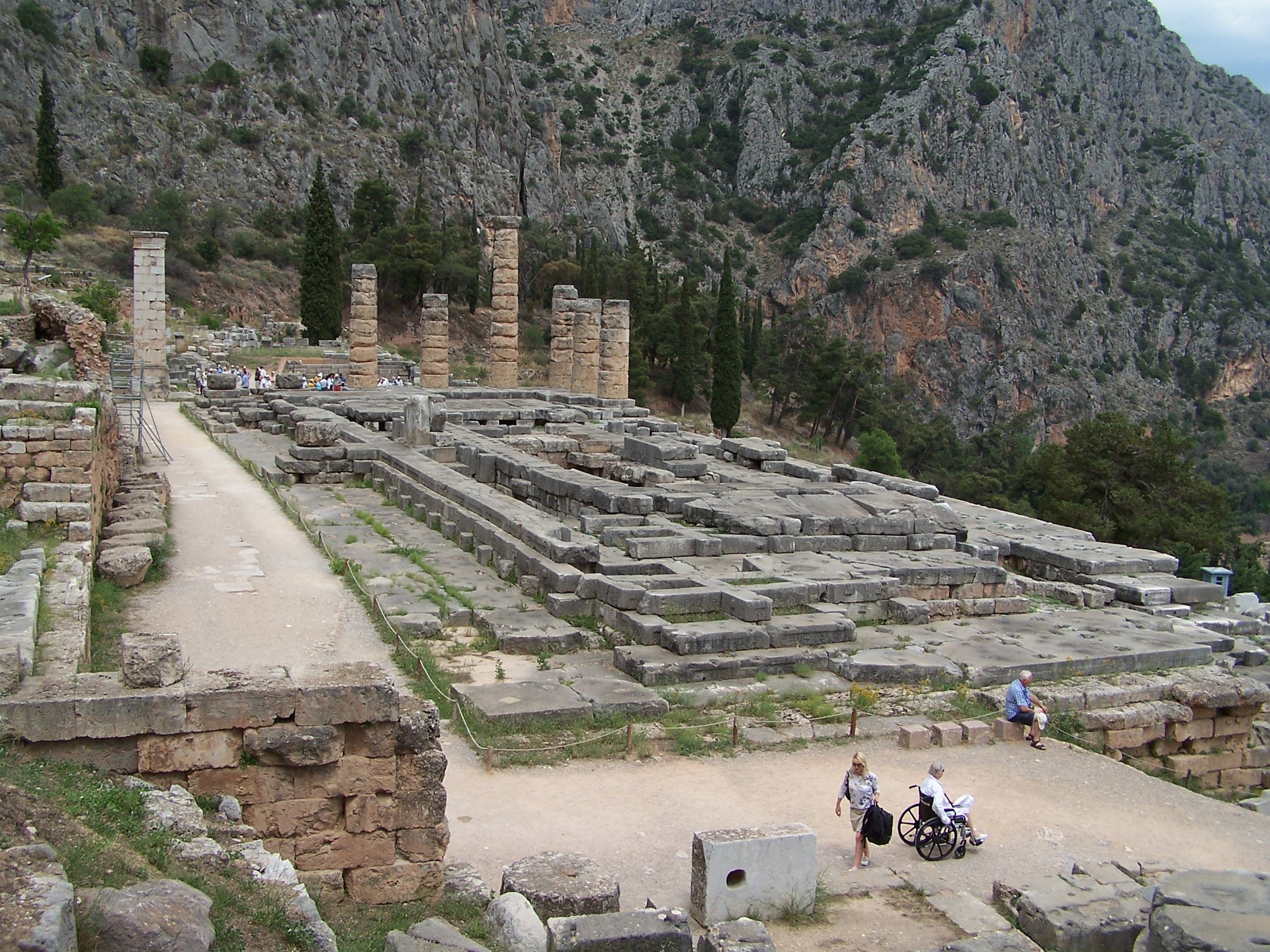
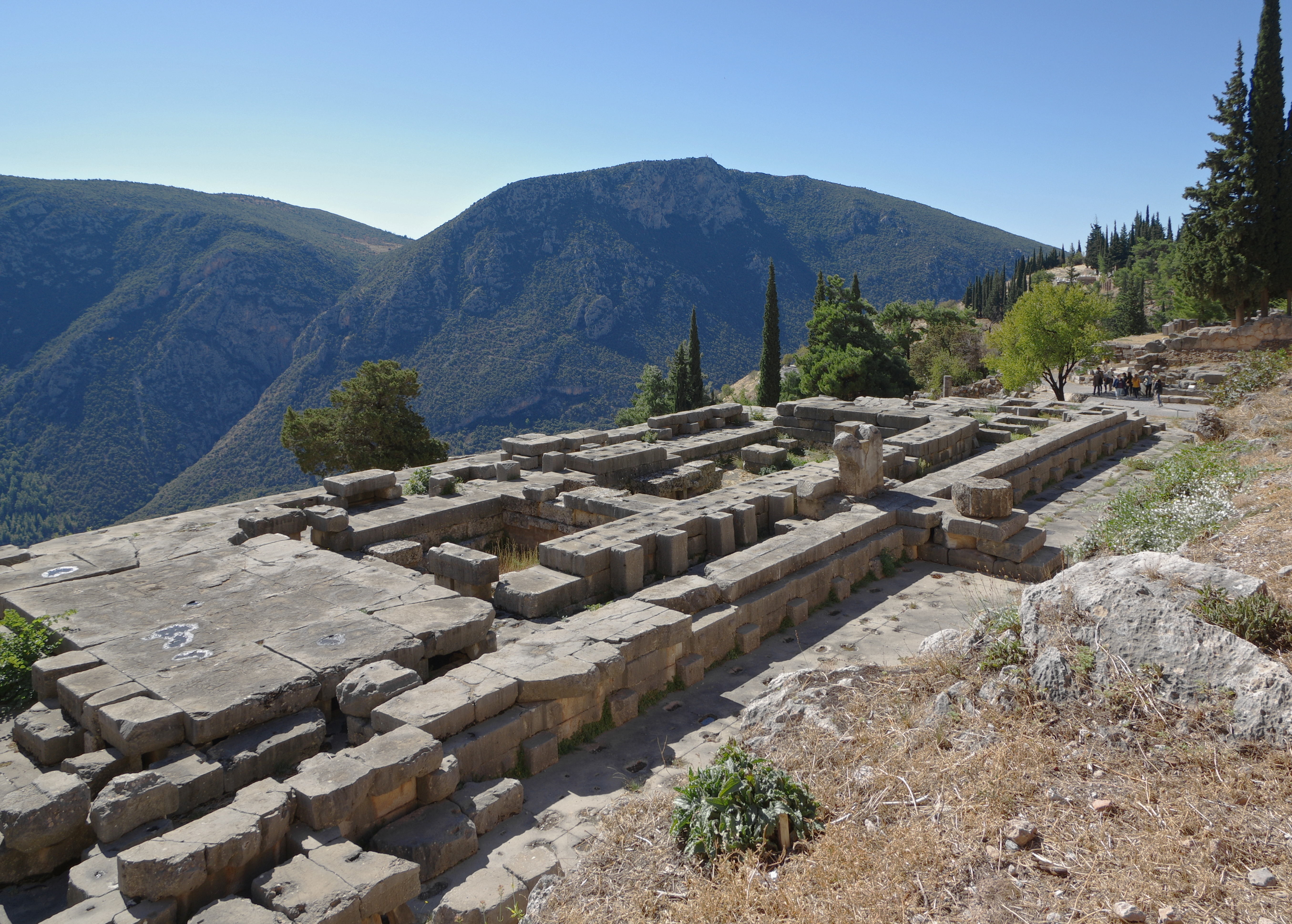
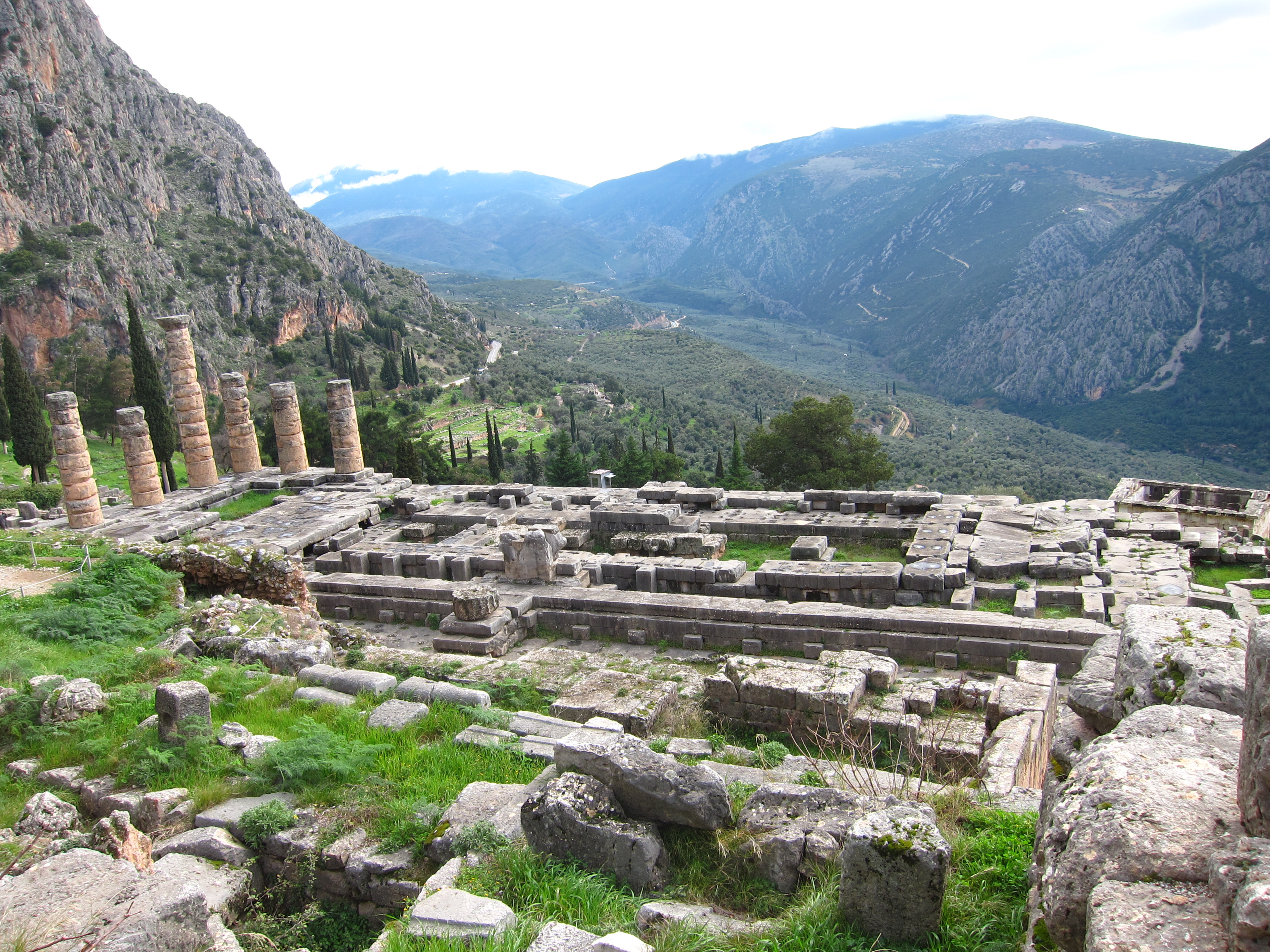
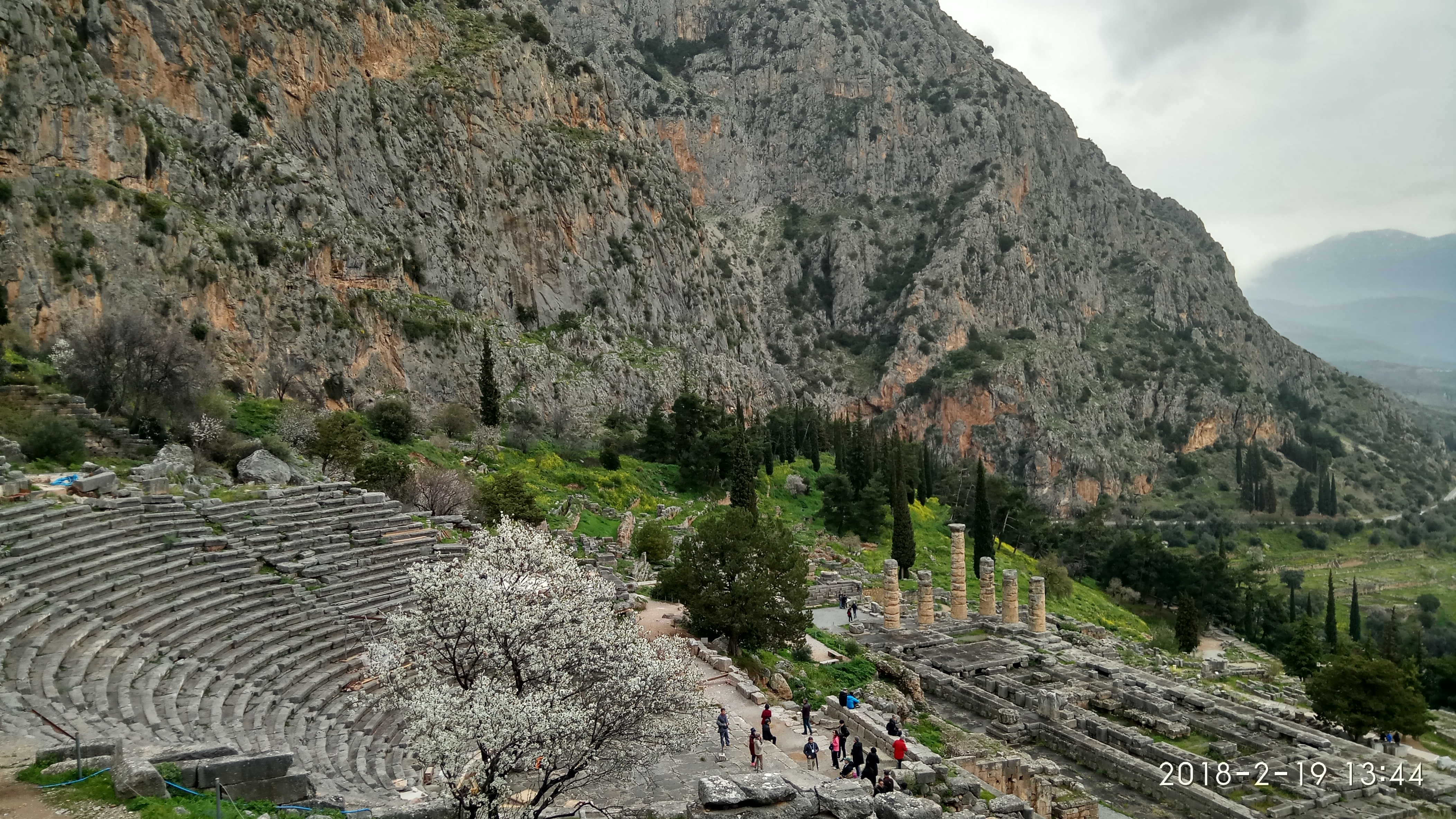

## Historia

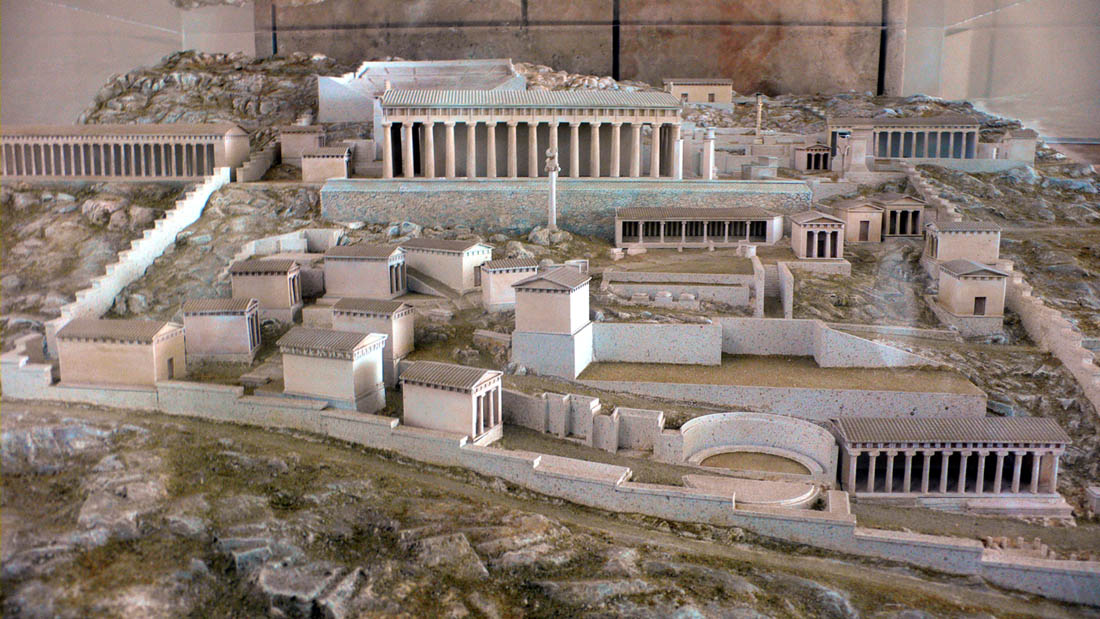
Maqueta del santuario de Delfos.

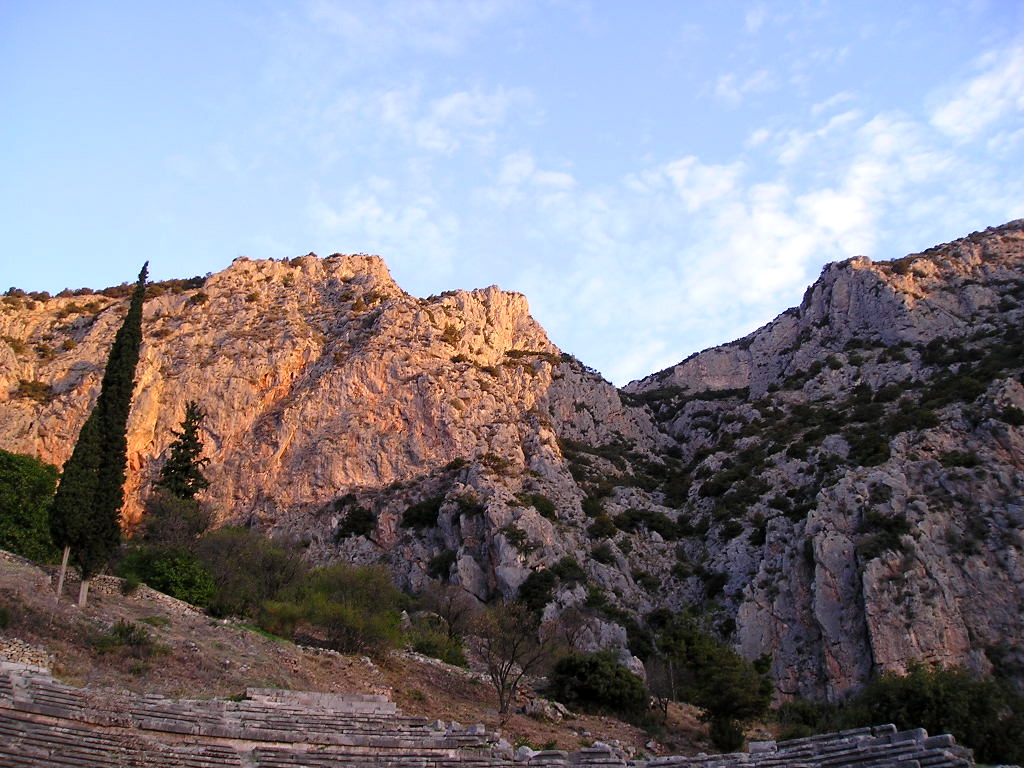
Picos Fedríades (los «Brillantes») de Delfos.

La mitología dice que Delfos perteneció a diversos dioses antes de ser posesión de Apolo. Esquilo dice que perteneció a Gea, Temis; Pausanias dice que fue un oráculo de Poseidón y de Gea, que ésta dio su parte a Temis y Temis a Apolo, que más tarde obtuvo de Poseidón la otra parte a cambio de la isla de Calauria. 
Crisa tenía el dominio sobre el santuario de Pitón y cuando el consejo de la Anfictionía  comenzó a tener sus reuniones de primavera allí, conservó el dominio y se convirtió en guardiana del templo. Al lado del santuario se formó una ciudad que pronto reclamó administrar el templo sin intervención de Crisa; al mismo tiempo Cirra, el puerto de Crisa, se hizo más grande que la misma ciudad, que entró en decadencia, mientras Delfos y Cirra aumentaban. Hacia el 595 a. C., Crisa era ya, seguramente, una ciudad poco importante. Este año Cirra fue destruida por orden del consejo anfictiónico y la llanura de Cirra fue declarada sagrada y al servicio del templo. Desde entonces se celebraron unos juegos llamados Juegos Píticos (Pythis), que se realizaron bajo la dirección del consejo anfictiónico cada cuatro años, y fueron los primeros en 586 a. C. En la llanura de Cirra se hacían exhibiciones de caballos de raza y otros animales y estaban el hipódromo y el estadio (este último fue trasladado más tarde a la ciudad de Delfos. Hacia esta época Delfos ya era una ciudad-Estado independiente gobernada por magistrados naturales de la ciudad.
La población de Delfos venía en gran parte de Licorea, una ciudad del Parnaso, dirigidos por Deucalión, supuesto jefe de la nobleza local. Cinco sacerdotes locales, llamados Hosioi, eran elegidos entre la descendencia de Deucalión y eran los jefes del oráculo y el templo. La ciudad de Licorea estaba en el sitio de la actual Liakura, y se supone que fue una ciudad dórica y que los habitantes de Delfos tenían este mismo origen (se sabe que hablaban dórico, y ciertamente no eran focidios).
El gobierno de Delfos estaba en manos de las familias nobles que además tenían el control del oráculo. Más tarde, entre los nobles se escogieron los magistrados y entre estos se escogía un rey, más tarde llamado Pritano (Prytanis). En los últimos tiempos aparecen unos arcontes y un senado.

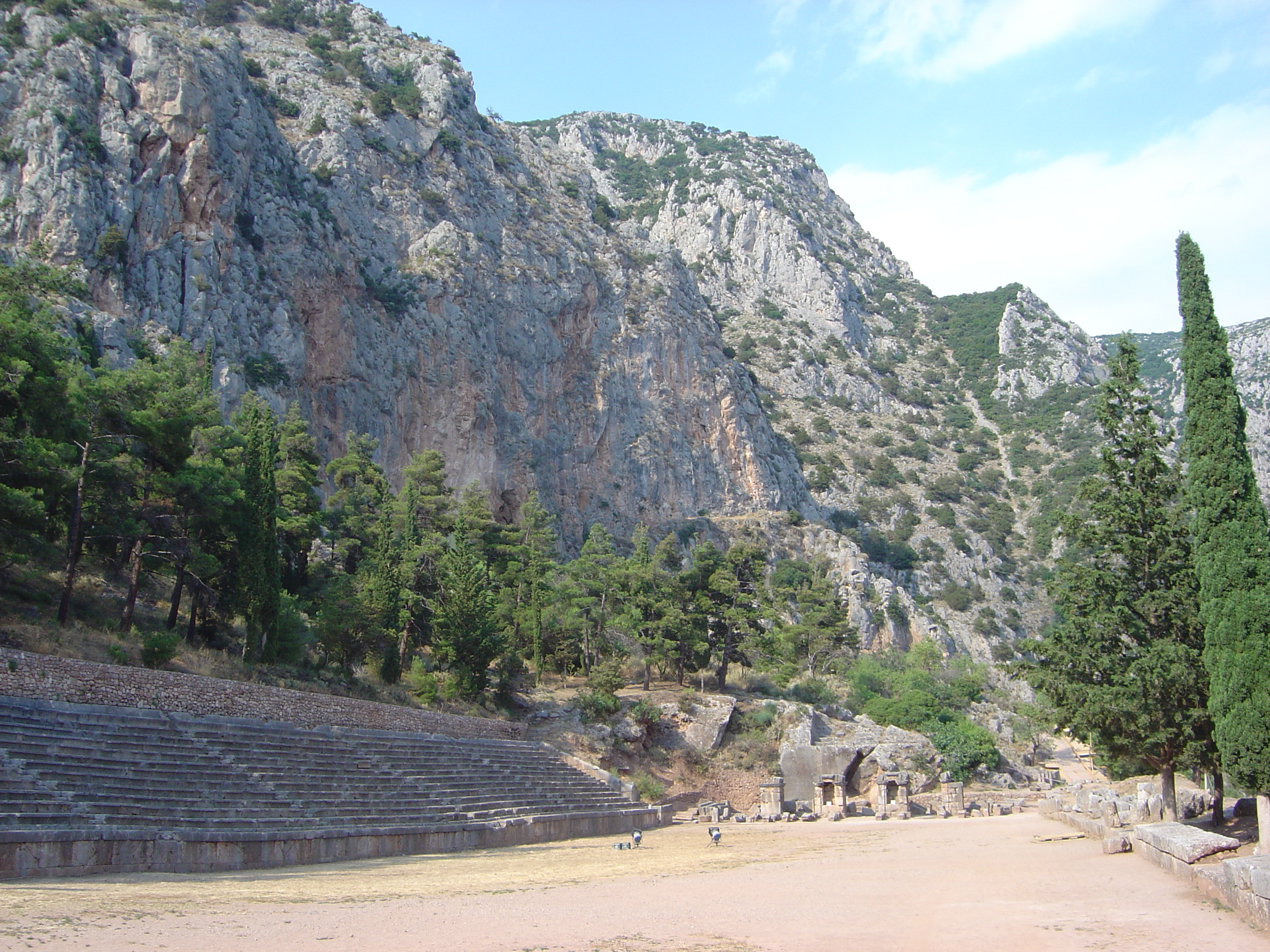
Vista del estadio del santuario de Delfos, usado para los Juegos Píticos.

El gobierno de Delfos era teocrático. El templo y su dios poseían extensos dominios de tierra que eran cultivados por esclavos del templo; además los sacerdotes recibían regalos de reyes y hombres ricos que iban a consultar el oráculo, y ofrecían sacrificios. La riqueza de la ciudad hizo decadentes a los ciudadanos. El oráculo se consultaba desde el siglo VIII a. C.. y la fama se extendió rápidamente por las naciones vecinas; algunos reyes o personajes relevantes enviaban embajadas a preguntar el parecer del dios. Casi todas las colonias griegas fueron fundadas bajo la influencia del oráculo, y después Apolo era el patrón de las nuevas colonias. Giges de Lidia hizo importantes donaciones al templo, pero las más importantes donaciones fueron las de Creso. La ciudad etrusca de Caere tenía un tesoro en Delfos. Incluso el último rey de Roma, Lucio Tarquinio el Soberbio, consultó el oráculo.
En 480 a. C. los persas llegaron ante Delfos. Los ciudadanos huyeron al monte, pero el oráculo prohibió mover los tesoros del templo. Seis habitantes quedaron en Delfos para defender el templo. Cuando los persas avanzaban se sintió un trueno espectacular y cayeron masas de rocas de la montaña sobre los invasores y aplastaron a muchos persas; estos, presas del pánico, huyeron y fueron perseguidos por dos guerreros de gran tamaño que los habitantes dijeron que eran los héroes Filacos y Autonoos, cuyos santuarios estaban cerca.
En 373 a. C. fue destruida por un terremoto, pero fue reconstruida.
En 357 a. C., los focidios fueron sentenciados por la Anfictionía délfica a pagar una gran multa por haber cultivado parte de la llanura sagrada de Cirra. El jefe focidio Filomelo, convenció a sus compatriotas para completar el supuesto sacrilegio ocupando el templo de Delfos; Filomelo, llevó a término la conquista y se apoderó de todos los tesoros y las ofrendas más preciadas—entre ellas el trípode de oro de Platea y el escudo donado a Atenea por Creso—que fueron fundidos. Eso originó la tercera guerra sagrada. Primero, los focidios no querían utilizar los tesoros, pero después, bajo presión de tebanos y locrios, convirtieron los tesoros en dinero para pagar a los soldados. Filipo II de Macedonia, general del consejo anfictiónico, ganó la guerra y devolvió el templo a la anfictionía (346 a. C.), con los tesoros que quedaban. Los focidios fueron sentenciados a devolver los tesoros (unos 10 000 talentos) con pagos anuales, pero los focidios eran demasiado pobres para poder pagar una cantidad tan grande.
Un nuevo terremoto lo volvió a dañar en 330 a. C. y fue reconstruido por los arquitectos Espintaro, Jenodoro y Agatón de Corinto.
En 279 a. C., Delfos fue atacada por los gálatas dirigidos por Breno, tentado por las supuestas riquezas del templo (que ya no eran las mismas después del 346 a. C.), pero fue rechazado de manera sobrenatural como lo fueron antes los persas, al caer grandes rocas desde las montañas. Los habitante de Delfos instituyeron en recuerdo del hecho la fiestas anuales de las Soterías, en honor de Zeus Soter (salvador ) y de Apolo.
En el siglo III a. C. recibió el patronazgo de los reyes de Pérgamo. 
Durante dicho siglo pasó al control de la Liga Etolia hasta que en 189 a. C. cayó en manos de Roma. Tras la derrota cartaginesa en la batalla de Cannas (216 a. C.) consultaron el oráculo, y según Tito Livio dieron preciadas ofrendas después de la victoria de Metauro sobre Asdrúbal (207 a. C.)
Más tarde, en 86 a. C., fue saqueada por Sila, que también había saqueado Olimpia y Epidauro. En esta época ya era muy pobre. 
A mitad del siglo I fue saqueada por Nerón, que se llevó 500 estatuas de bronce, y le separó la llanura de Cirra, que repartió entre sus soldados, y abolió el oráculo. Pero Adriano, más tarde, lo restauró y volvió a tener cierto renombre y esplendor por un tiempo. En tiempos de Caracalla dejó de emitirse moneda en Delfos. Constantino el Grande se llevó algunas figuras para su nueva capital. Juliano el Apóstata aún consultó el oráculo, pero finalmente fue suprimido por Teodosio I el Grande  en 385 al prohibir el culto pagano.

## Principales construcciones y lugares
- Las murallas de Filomena
- Las rocas Fedríades
- los tres templos
- Templo de Atenea
- Santuario de Fiulacos (Phylacos)
- Palestra
- Estadio
- Santuario de Autonoos
- La fuente de Castalia
- La fuente Delfusa
- Sinedrion
- Vía Sagrada

Plano de Delfos. A: Santuario de Apolo; B: Estadio; C: Fuente Castalia; D: Palestra; E: Santuario de Atenea Pronea.

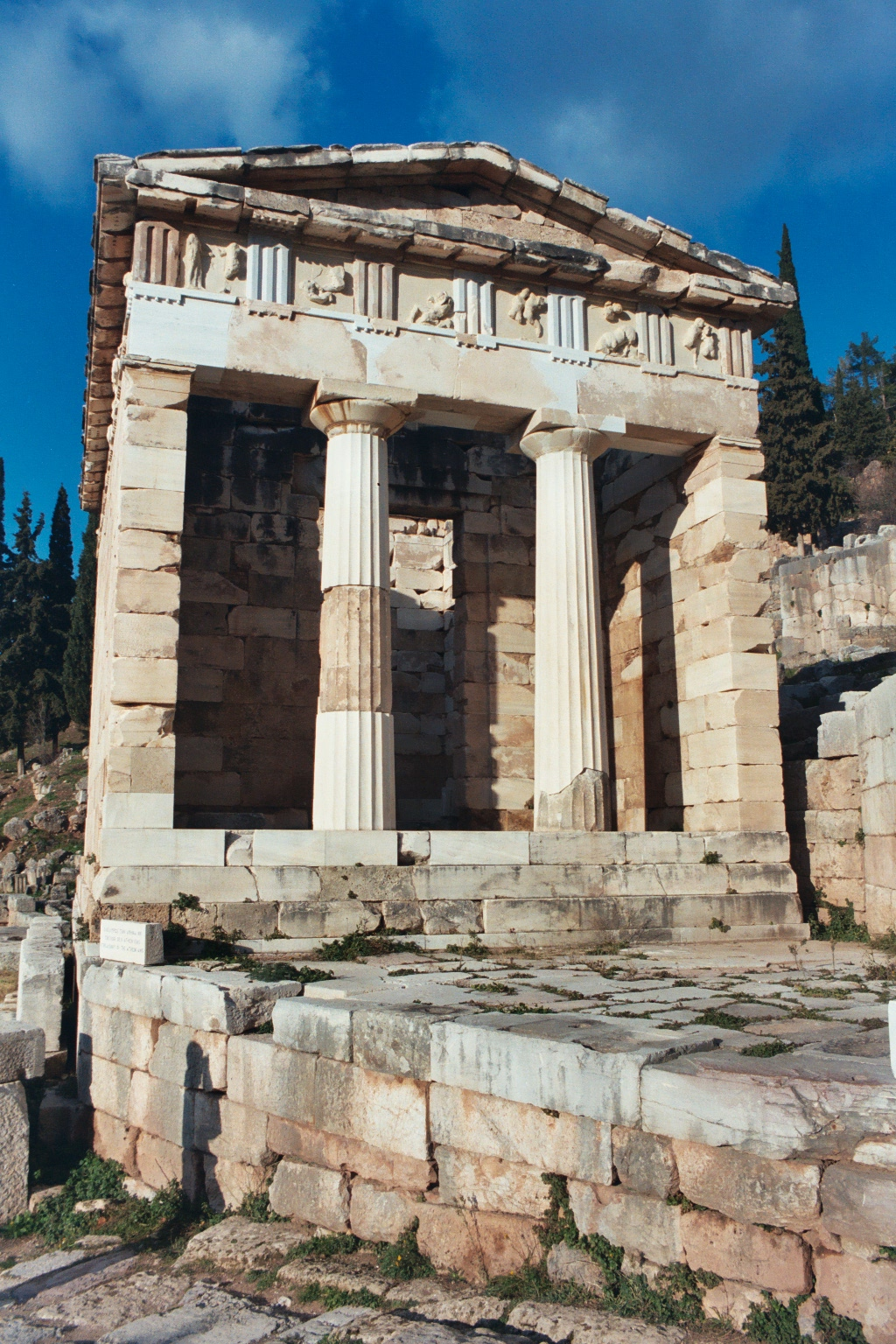
El tesoro de los atenienses, construido para conmemorar su victoria en la batalla de Maratón.

Dentro del recinto sagrado del templo de Apolo hay que mencionar:
- El templo
- El gran altar
- Los tesoros
- Bouleterión
- Estoa de los atenienses
- Estela de Átalo I
- Estoa de los etolios
- Tumba de Neoptólemo
- Fuente de Cassiots
- Lesque de los cnidios
- Teatro
- Ágora romana

Delfos fue explorada por primera vez en 1676 por Spon, y en 1756 por Chandler. Más tarde se hicieron otras exploraciones más científicas dirigidas por la Escuela francesa de estudios clásicos de Atenas (la misma que las hizo en Delos) entre 1861 y 1880, en que una disputa entre los franceses y los griegos paralizó los permisos, disputa que se resolvió en 1891. Desde entonces las excavaciones no han parado.

### Los tesoros de Delfos
Algunos de los tesoros mejor conservados de Delfos pertenecen a la época arcaica, mientras que del más antiguo, el de Corinto (650 a. C.), en el que se conservaban también las donaciones votivas del rey Midas de Frigia, y de los lidios Giges y Creso, quedan escasas ruinas. 

#### Tesoro de los sicionios
El tesoro de los sicionios, datado en torno al 500 a. C., aunque no es unánime dicha fecha entre los arqueólogos, tenía, como muchos otros, forma de templete dórico, con dos columnas entre las dos antas de la fachada.
Para sus cimientos se reutilizaron bloques de otros dos edificios más antiguos. De uno circular (un tholos), de hacia el 580 a. C., y de otro edificio monóptero rectangular, es decir, consistente en una simple columnata abierta para sostén de un techo. Se ha supuesto que este último estaba rematado por la cuadriga de 
Clístenes, el tirano de Sición, quien había vencido en los primeros Juegos Píticos del 582 a. C., y al mismo edificio monóptero, que se fecha en torno al 560 a. C., parecen corresponder las famosas metopas encontradas también entre los cimientos del tesoro y que representan escenas mitológicas esculpidas en un estilo arcaico de fuerte realismo.
Son célebres las del Robo de los bueyes, que representan a los Dioscuros llevándose el rebaño por el que hallarían la muerte a manos de Idas y Linceo y otras con la nave Argo, o con Europa y el toro, etc.
Dinsmoor, uno de los mayores especialistas de arquitectura griega, data el tesoro del siglo V a. C., y atribuye las metopas a un anterior tesoro de los siracusanos, del siglo VI a. C., con base en que el empleo de metopas figuradas, común en Sicilia, y en la Magna Grecia, era inusual en los monumentos propiamente griegos.
Brunilde Sismondo Ridgway, en su importante libro sobre la escultura de la Grecia arcaica publicado en 1977, observa que las metopas sicionias formaron parte de un tesoro ofrecido por alguna ciudad de la Magna Grecia, excluyendo Siracusa, y realizado en Delfos por artistas foráneos o locales. Porque es posible que en Delfos, además de los artistas que sabemos por las fuentes literarias e históricas, llegados de todo el mundo griego, hubiera talleres locales, responsables en definitiva de la formación de un estilo «délfico».

#### Tesoro de los sifnios

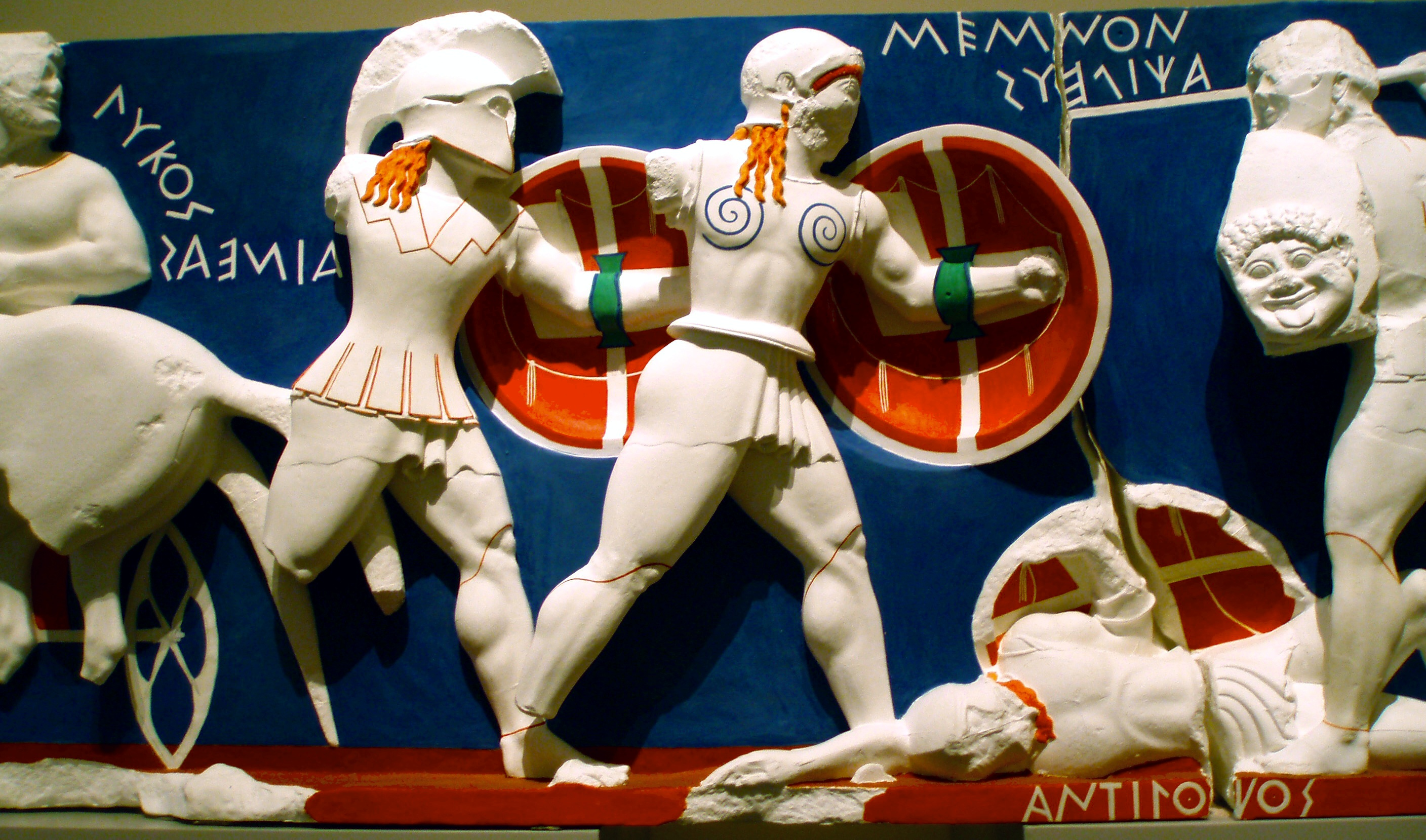
Reconstrucción de la decoración policroma del friso del tesoro de los sifnios (525 a. C.) que representaba el ciclo troyano (Museo Arqueológico de Delfos).

El de  los sifnios era el más suntuoso del santuario. De estilo jónico y construido enteramente con mármol de Paros, tenía en su frente dos cariátides en lugar de columnas y estaba adornado con dos frontones y un largo friso esculpido con representaciones de episodios mitológicos.
Como se desprende de pasajes de Heródoto y de Pausanias, este tesoro lo erigieron los habitantes de Sifnos en el 525 a. C. (o quizá algunos años antes, como ha indicado la norteamericana Richter en su estudio de los Kuroí) con los diezmos de las minas de oro de la isla.
Es el monumento mejor datado del periodo arcaico, lo mismo que sus esculturas.
Afortunadamente las excavaciones han restituido gran parte del frontón oriental y casi la mitad del friso que corría por el exterior del edificio y medía más de 20 m.
En el frontón está representada la disputa entre Apolo y Heracles por la posesión del trípode délfico, con la imagen de Zeus en el centro (y no la de Atenea como en un primer momento se pensó).
También el friso contiene escenas mitológicas. El lado este está dividido en dos partes. En la de la derecha hay un combate frente a Troya alrededor de un guerrero caído. En la de la izquierda un concilio de dioses, con las divinidades a favor de los troyanos —Ares, Afrodita, Artemisa, Apolo y Zeus— sentadas frente a las partidarias de los griegos, ente las que se hallan Atenea, Hera y Hebe.
En el lado norte se desarrolla una larga y movida Gigantomaquia, en la que participan muchas divinidades del Olimpo: Apolo, Artemisa, Hefesto y Ares, entre otras.
Del friso oeste, con el Juicio de Paris, se conserva sólo una parte. Y en el del lado sur, del que tan sólo quedan unas losas, debía de narrarse el rapto de las hijas de Leucipo, el rey mesenio, por parte de los Dioscuros, o tal vez de Helena por Paris.
Hay claras pruebas de que en su día el friso estaba policromado. Aún puede distinguirse el color azul del fondo y huellas de color rojo en el borde inferior y en algunos detalles: ropas, cabellos, armas, crines y colas de caballos, etc.
Otros detalles y elementos decorativos aparecían realizados en bronce, y algunas figuras estaban acompañadas de inscripciones que han facilitado su identificación.
Se advierte el trabajo de dos maestros: uno —seguramente un maestro de la escuela de arte jónico, si no de la propia Sifnos— muy imaginativo, autor de las secciones este y norte del friso. Otro, más tradicional, de escuela ática, que esculpió las secciones oriental y meridional. Más aún, si es correcta la lectura de una inscripción propuesta por la epigrafista Lilian H. Jeffery, que aparece en el escudo de uno de los gigantes, este segundo escultor sería Aristión de Paros, un artista jonio que trabajó durante muchos años en Atenas y al que se debe, entre otras, la estatua de la Kore de Frasiclea, hallada en Merenda, junto a Atenas.

#### Otras obras arcaicas

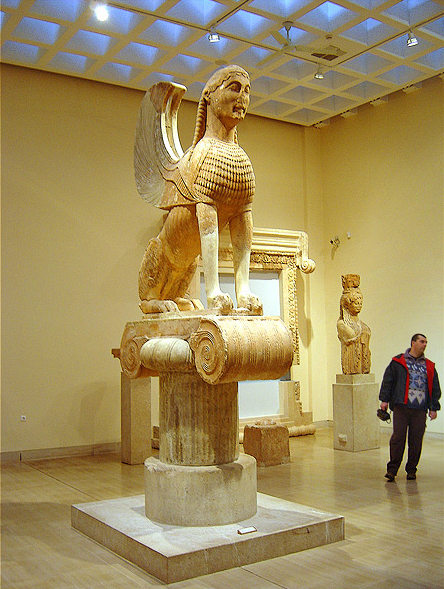
Esfinge de los Naxios.

Hay restos de muchos otros monumentos, si bien la mayoría de las veces reducidos a los cimientos, como el bouleterión donde se reunían los 15 senadores y los 8 pritanos de la ciudad, o el tesoro de los cnidios, de mediados del siglo VI a. C..
En la Marmaria, el templo en piedra caliza de Atenea Prónaya, del que quedan abundantes vestigios, parece datar de finales del siglo VI a. C., pero han aparecido algunos tambores de columnas y 12 capiteles, que corresponden a un templo construido tal vez hacia la mitad del siglo VII a. C., que sería uno de los más antiguos de Grecia.
El vecino tesoro de los masaliotas, los colonos griegos de la actual Marsella, muy rico, podría fecharse en torno al 530 a. C.
Las dos estatuas colosales de Cleobis y Bitón, que se encuentran entre las más antiguas esculturas griegas de mármol, ya que datan de entre el 610 y el 580 a. C., y marcan la transición del arte dedálico del siglo VII a. C. al arcaico del siglo VI a. C.

Se trata de dos gemelos míticos, hermanos de  la ciudad de Argos, que según la leyenda se uncieron al carro de su madre, sacerdotisa de Hera, en lugar de los bueyes para llevarla a donde se celebraba la fiesta de la diosa. Una inscripción incompleta las atribuye a un... medes de Argos, en quien se reconoce al escultor argivo Polimedes.
Quizá del 570-560 a. C. es la gran Esfinge de Naxos, que se apoya sobre un capitel jónico y una alta columna acanalada. Este importante monumento, que originalmente debió de medir más de doce metros de altura, tiene especial interés para conocer el arte arcaico de la isla de Naxos.

## Delfos moderno
La moderna Delfos se encuentra inmediatamente al oeste de la zona arqueológica y por lo tanto es un destino turístico popular. Está en una carretera principal que une Ámfisa con Itea y Arájova. Hay muchos hoteles y casas de huéspedes en la ciudad, y muchas tabernas y bares. Las principales calles son estrechas y con frecuencia de un solo sentido. Delfos también tiene una escuela, un liceo, una iglesia y una plaza (plateia). El Sendero Europeo E-4 pasa por el extremo este de la ciudad. Además del interés arqueológico, Delfos atrae a los turistas que visitan el Centro de esquí del Parnaso y las localidades costeras más populares de la región.
En la época medieval una ciudad llamada Kastri fue construida en el sitio arqueológico. Los residentes habían utilizado las columnas y estructuras de mármol como materiales de construcción de sus casas, una forma habitual de la reconstrucción de las ciudades que fueron destruidas parcial o totalmente, sobre todo después del terremoto de 1580, que derribó varias ciudades de Fócida. En 1893 arqueólogos de la Escuela Francesa de Atenas encontraron el lugar donde se había situado la antigua Delfos y el pueblo se trasladó a una nueva ubicación, al oeste del lugar donde habían estado los templos.
El Museo Arqueológico de Delfos se encuentra al pie del principal complejo arqueológico, en el lado este de la aldea y en el lado norte de la carretera principal. El museo alberga una colección asociada con la antigua Delfos, incluyendo la primera notación conocida de una melodía, el famoso auriga, tesoros de oro descubiertos debajo de la Vía Sacra y fragmentos de relieves del Tesoro de los sifnios. Inmediatamente adyacente a la salida está la inscripción que menciona al procónsul romano Galión.
Un poco más al este, en el lado sur de la carretera principal, están el gimnasio y el tholos.